# جوایز جام جهانی باشگاه‌ها
جام جهانی باشگاه‌ها یک رقابت بین‌المللی فوتبال است که  توسط فدراسیون بین‌المللی فوتبال (فیفا)، نهاد جهانی این ورزش برگزار می‌شود. این مسابقات برای اولین بار به عنوان مسابقات قهرمانی باشگاه‌های جهان ۲۰۰۰ برگزار شد. این مسابقات بین سال‌های ۲۰۰۱ و ۲۰۰۴ به دلیل ترکیبی از عوامل، مهم‌تر از همه سقوط شریک بازاریابی فیفا برگزار نشد. پس از تغییر در فرمت که باعث شد مسابقات قهرمانی باشگاه‌های جهان فیفا با جام بین قاره‌ای ادغام شد، در سال ۲۰۰۵ دوباره راه اندازی شد و نام فعلی خود را در فصل پس از آن انتخاب کرد.
فرمت فعلی، که از زمان بازسازی مسابقات از نسخه ۲۰۲۵ مورد استفاده قرار می گیرد، دارای ۳۲ تیم است که برای عنوان قهرمانی در مکان‌های داخل کشور میزبان رقابت می‌کنند. ۱۲ تیم از اروپا، ۶ تیم از آمریکای جنوبی، ۴ تیم از آسیا، ۴ تیم از آفریقا، ۴ تیم از آمریکای شمالی، یک تیم از اقیانوسیه و یک تیم از کشور میزبان. تیم‌ها در هشت گروه چهار تیمی قرار می‌گیرند که هر تیم سه بازی انجام می‌دهد. دو تیم برتر از هر گروه به مرحله حذفی راه می یابند که از مرحله یک‌هشتم نهایی شروع می شود و با فینال به پایان می‌رسد.
در پایان هر تورنمنت نهایی جام باشگاه‌های جهان، جوایز متعددی به بازیکنان و تیم‌هایی تعلق می‌گیرد که در جنبه‌های مختلف بازی خود را از بقیه متمایز کرده‌اند. باشگاه اسپانیایی بارسلونا تنها باشگاهی است که هر جایزه را در یک دوره به دست آورده است، شاهکاری که در جام باشگاه‌های جهان ۲۰۱۵ انجام شد. بارسلونا به همراه رئال مادرید تنها تیم‌هایی هستند که سه جایزه بازی جوانمردانه فیفا را به دست آورده‌اند. لیونل مسی همچنین تنها بازیکنی است که دو جایزه توپ طلا را از آن خود کرده است. لوییس سوارز بازیکن اروگوئه‌ای رکورددار بیشترین گل زده در یک دوره (پنج گل در سال ۲۰۱۵) است.

## جوایز
در حال حاضر ۳ جایزه وجود دارد:
- جایزه توپ طلا برای بهترین بازیکن.
- جایزه مرد مسابقه برای بهترین بازیکن هر مسابقه؛ از سال ۲۰۱۳ شروع شد.
- جایزه بازی جوانمردانه فیفا برای تیمی که بهترین رکورد بازی جوانمردانه را دارد.

جایزه‌های زیر دیگر وجود ندارند:
- جایزه کفش طلا برای بهترین بازیکن، تنها در سال ۲۰۰۰ وجود داشت.
- تیم ستارگان فیفا برای بهترین تیم بازیکنان تورنمنت؛ فقط در سال ۲۰۰۰ اهدا شد.

برندگان مسابقه همچنین نشان قهرمانان جام جهانی باشگاه‌های فیفا را دریافت می‌کنند. این تصویری از جام را به نمایش می‌گذارد که قهرمان حاکم حق دارد تا فینال مسابقات قهرمانی بعدی روی کیت خود نمایش دهد. این نشان برای اولین بار به میلان، برنده فینال ۲۰۰۷ اهدا شد. در ابتدا، هر چهار قهرمان قبلی تا فینال ۲۰۰۸ مجاز به پوشیدن نشان بودند، جایی که منچستر یونایتد با بردن جام، تنها حق پوشیدن نشان را به دست آورد.
هر بازیکن از باشگاه‌های سوم، دوم و اول نیز به ترتیب یک مدال برنز، نقره و طلا دریافت می‌کند.

## توپ طلا
جایزه توپ طلا به بهترین بازیکن در هر جام جهانی باشگاه‌ها اهدا می‌شود، با فهرست کوتاهی که توسط کمیته فنی فیفا تهیه می‌شود و نمایندگان رسانه‌ها به برنده رای می‌دهند. کسانی که به عنوان نایب قهرمان در رای گیری به پایان می‌رسند، جوایز توپ نقره و توپ برنز را به ترتیب به عنوان دومین و سومین بازیکن برجسته در مسابقات دریافت می‌کنند.
- بارسلونا (دکو - ۲۰۰۶، لیونل مسی - ۲۰۰۹ و ۲۰۱۱، لوییس سوارز - ۲۰۱۵) و رئال مادرید (سرخیو راموس - ۲۰۱۴، کریستیانو رونالدو - ۲۰۱۶، لوکا مودریچ - ۲۰۱۷، گرت بیل - ۲۰۱۸) تنها باشگاه‌هایی هستند که چهار بار جایزه توپ طلا را کسب کرده‌اند.[۹][۱۰][۱۱][۱۲]
- بارسلونا تنها باشگاهی است که تمامی جوایز را در یک سال به‌دست آورده است (سال ۲۰۱۵).[۱۳][۱۴]
- لیونل مسی تنها بازیکنی است که دو بار توپ طلا را به‌دست آورده است.[۱۵]
- کریستیانو رونالدو بیشترین جایزه را دریافت کرده است (۴ جایزه)؛ ۱ توپ طلا و ۳ توپ نقره.[۸]
- بازیکنان برزیلی با جمع آوری پنج توپ، بیشترین توپ طلا را برده اند. آنها همچنین رکورد بیشترین توپ نقره و برنز را به ترتیب با شش و پنج توپ در اختیار دارند.[۸]
- کریستین بولانوس، دیوکو کالویتوکا، محسن یاجور، گاکو شیباساکی و ایوان وایسلیچ تنها بازیکنان غیر اروپایی و غیرآمریکایی جنوبی هستند که توپ نقره یا توپ برنز را در حالی که برای باشگاهی که از قاره‌های فوق‌الذکر نمی‌آید به دست آورده‌اند.[۱۶][۱۷]

| نسخه                     | توپ طلا           | توپ نقره          | توپ برنز            | منبع                |
| ------------------------ | ----------------- | ----------------- | ------------------- | ------------------- |
| ۲۰۰۰ برزیل               | ادیلسون           | ادموندو           | روماریو             | [ ۸ ] [ ۱۸ ]        |
| ۲۰۰۵ ژاپن                | روژریو سنی        | استیون جرارد      | کریستین بولانوس     | [ ۸ ] [ ۱۹ ]        |
| ۲۰۰۶ ژاپن                | دکو               | ایرلی             | رونالدینیو          | [ ۸ ] [ ۲۰ ]        |
| ۲۰۰۷ ژاپن                | کاکا              | کلارنس سیدورف     | رودریگو پالاسیو     | [ ۸ ] [ ۲۱ ]        |
| ۲۰۰۸ ژاپن                | وین رونی          | کریستیانو رونالدو | دامیان مانسو        | [ ۸ ] [ ۲۲ ]        |
| ۲۰۰۹ امارات متحده عربی   | لیونل مسی         | خوان سباستین ورون | ژاوی                | [ ۸ ] [ ۲۳ ]        |
| ۲۰۱۰ امارات متحده عربی   | ساموئل اتوئو      | دیوکو کالویتوکا   | آندرس دی‌الساندرو    | [ ۸ ] [ ۲۴ ]        |
| ۲۰۱۱ ژاپن                | لیونل مسی         | ژاوی              | نیمار               | [ ۸ ] [ ۲۵ ]        |
| ۲۰۱۲ ژاپن                | کاسیو             | داوید لوییس       | پائولو گررو         | [ ۸ ] [ ۲۶ ]        |
| ۲۰۱۳ مراکش               | فرانک ریبری       | فیلیپ لام         | محسن یاجور          | [ ۸ ] [ ۲۷ ] [ ۲۸ ] |
| ۲۰۱۴ مراکش               | سرخیو راموس       | کریستیانو رونالدو | ایوان وایسلیچ       | [ ۸ ] [ ۲۹ ] [ ۳۰ ] |
| ۲۰۱۵ ژاپن                | لوییس سوارز       | لیونل مسی         | آندرس اینیستا       | [ ۳۱ ]              |
| ۲۰۱۶ ژاپن                | کریستیانو رونالدو | لوکا مودریچ       | گاکو شیباساکی       | [ ۳۲ ]              |
| ۲۰۱۷ امارات متحده عربی   | لوکا مودریچ       | کریستیانو رونالدو | جاناتان اورتاویسکیا | [ ۳۳ ]              |
| ۲۰۱۸ امارات متحده عربی   | گرت بیل           | کایو              | رافائل سانتوس بوره  | [ ۳۴ ]              |
| ۲۰۱۹ قطر                 | محمد صلاح         | برونو هنریکه      | کارلوس ادواردو      | [ ۳۵ ]              |
| ۲۰۲۰ قطر                 | روبرت لواندوفسکی  | آندره-پیر ژینیاک  | یوزوآ کیمیش         | [ ۳۶ ]              |
| ۲۰۲۱ امارات متحده عربی   | تیاگو سیلوا       | دودو              | دنیلو               | [ ۳۷ ]              |
| ۲۰۲۲ مراکش               | وینیسیوس جونیور   | فدریکو والورده    | لوسیانو ویئتو       | [ ۳۸ ]              |
| ۲۰۲۳ عربستان سعودی       | رودری             | کایل واکر         | جان آریاس           | [ ۳۹ ]              |
| ۲۰۲۵ ایالات متحده آمریکا | کول پالمر         | ویتینیا           | مویسس کایسدو        |                     |

از سال ۲۰۰۵، برنده توپ طلا نیز با یک جایزه جداگانه توسط اسپانسر مسابقات اهدا شده است. نام این جایزه متفاوت بوده است:
- ۲۰۰۵–۲۰۱۴: جایزه تویوتا (همچنین به عنوان کلید طلایی تویوتا شناخته می‌شود)[۴۲][۴۳][۴۴][۴۵][۴۶][۴۷][۴۸][۴۹][۲۷][۳۰]
  - در این دوره، برنده جایزه تویوتا یک خودروی ساخت تویوتا را به عنوان جایزه یا معادل آن به صورت نقدی دریافت کرد.[۵۰]
- ۲۰۱۵: جایزه علی‌بابا ای-اتو[۵۱]
- ۲۰۱۶: جایزه علی‌بابا اواس اتو[۵۲]
- ۲۰۱۷–۲۰۲۱: جایزه علی‌بابا کلود (همچنین به عنوان جام علی‌بابا کلود یا بازیکن برتر مسابقات کلود بابا نیز شناخته می‌شود)[۵۳][۳۴][۳۵][۵۴]

## مرد مسابقه
جایزه مرد مسابقه در جام باشگاه‌های جهان ۲۰۱۳ در مراکش معرفی شد. این جایزه توسط گروه مطالعات فنی فیفا به بهترین بازیکن در هر مسابقه مسابقات اهدا می‌شود.
۵ بازیکن تا به کنون موفق شدند ۲ بار بهترین بازیکن مسابقه شوند:
- ۳ بازیکن هر دو بار را در یک تورنمنت گرفتند: لوییس سوارز (۲۰۱۵)، جاناتان اورتاویسکیا (۲۰۱۷) و خالد عیسی (۲۰۱۸)
- ۲ بازیکن این عنوان را در تورنمنت‌های مختلف گرفتند: لوکا مودریچ و کریستیانو رونالدو (هردو در ۲۰۱۶ و ۲۰۱۷)
  - کریستیانو رونالدو تنها بازیکنی است که دو بار در فینال، عنوان مرد مسابقه را به‌دست آورده است.

| نسخه | بازی | بازیکن مسابقه           | باشگاه                | حریف                  |
| ---- | ---- | ----------------------- | --------------------- | --------------------- |
| ۲۰۱۳ | ۱    | محسن متولی              | الرجا                 | آوکلند سیتی           |
| ۲۰۱۳ | ۲    | داریو کونکا             | گوانگژو اورگرند       | الاهلی                |
| ۲۰۱۳ | ۳    | خالد العسکری            | الرجا                 | مونتری                |
| ۲۰۱۳ | ۴    | فیلیپ لام               | بایرن مونیخ           | گوانگژو اورگرند       |
| ۲۰۱۳ | ۵    | سزار دلگادو             | مونتری                | الاهلی                |
| ۲۰۱۳ | ۶    | محسن یاجور              | الرجا                 | اتلتیکو مینیرو        |
| ۲۰۱۳ | ۷    | دیگو تاردلی             | اتلتیکو مینیرو        | گوانگژو اورگرند       |
| ۲۰۱۳ | ۸    | فرانک ریبری             | بایرن مونیخ           | الرجا                 |
| ۲۰۱۴ | ۱    | ایوان وایسلیچ           | آوکلند سیتی           | مغرب تطوان            |
| ۲۰۱۴ | ۲    | جان ایروینگ             | آوکلند سیتی           | وفاق سطیف             |
| ۲۰۱۴ | ۳    | خراردو تورادو           | کروز آزول             | وسترن سیدنی واندررز   |
| ۲۰۱۴ | ۴    | کریم بنزما              | رئال مادرید           | کروز آزول             |
| ۲۰۱۴ | ۵    | احمد قاسمی              | وفاق سطیف             | وسترن سیدنی واندررز   |
| ۲۰۱۴ | ۶    | پابلو بارینتوس          | سن لورنسو             | آوکلند سیتی           |
| ۲۰۱۴ | ۷    | تیم پین                 | آوکلند سیتی           | کروز آزول             |
| ۲۰۱۴ | ۸    | سرخیو راموس             | رئال مادرید           | سن لورنسو             |
| ۲۰۱۵ | ۱    | داگلاس                  | سانفریس هیروشیما      | آوکلند سیتی           |
| ۲۰۱۵ | ۲    | پائولینیو               | گوانگژو اورگرند       | آمریکا                |
| ۲۰۱۵ | ۳    | کازویوکی موریساکی       | سانفریس هیروشیما      | مازمبه                |
| ۲۰۱۵ | ۴    | اوسوالدو مارتینز        | آمریکا                | مازمبه                |
| ۲۰۱۵ | ۵    | لوکاس آلاریو            | ریور پلاته            | سانفریس هیروشیما      |
| ۲۰۱۵ | ۶    | لوییس سوارز             | بارسلونا              | گوانگژو اورگرند       |
| ۲۰۱۵ | ۷    | تاکامو آسانو            | سانفریس هیروشیما      | گوانگژو اورگرند       |
| ۲۰۱۵ | ۸    | لوییس سوارز (۲)         | بارسلونا              | ریور پلاته            |
| ۲۰۱۶ | ۱    | ریوتا ناگاکی            | کاشیما آنتلرز         | آوکلند سیتی           |
| ۲۰۱۶ | ۲    | سیلویو رومرو            | آمریکا                | چونبوک هیوندای موتورز |
| ۲۰۱۶ | ۳    | مو کانازاکی             | کاشیما آنتلرز         | ماملودی سانداونز      |
| ۲۰۱۶ | ۴    | لی جائه سونگ            | چونبوک هیوندای موتورز | ماملودی سانداونز      |
| ۲۰۱۶ | ۵    | هیتوشی سوگاهاتا         | کاشیما آنتلرز         | اتلتیکو ناسیونال      |
| ۲۰۱۶ | ۶    | لوکا مودریچ             | رئال مادرید           | آمریکا                |
| ۲۰۱۶ | ۷    | اورلاندو بریو           | اتلتیکو ناسیونال      | آمریکا                |
| ۲۰۱۶ | ۸    | کریستیانو رونالدو       | رئال مادرید           | کاشیما آنتلرز         |
| ۲۰۱۷ | ۱    | علی خصیف                | الجزیره               | آوکلند سیتی           |
| ۲۰۱۷ | ۲    | جاناتان اورتاویسکیا     | پاچوکا                | الوداد                |
| ۲۰۱۷ | ۳    | علی مبخوت               | الجزیره               | اوراوا رد دایموندز    |
| ۲۰۱۷ | ۴    | یوسوکه کاشیواگی         | اوراوا رد دایموندز    | الوداد                |
| ۲۰۱۷ | ۵    | اورتون                  | گرمیو                 | پاچوکا                |
| ۲۰۱۷ | ۶    | لوکا مودریچ (۲)         | رئال مادرید           | الجزیره               |
| ۲۰۱۷ | ۷    | جاناتان اورتاویسکیا (۲) | پاچوکا                | الجزیره               |
| ۲۰۱۷ | ۸    | کریستیانو رونالدو (۲)   | رئال مادرید           | گرمیو                 |
| ۲۰۱۸ | ۱    | خالد عیسی               | العین                 | تیم ولینگتون          |
| ۲۰۱۸ | ۲    | حسین الشحات             | العین                 | اسپرانس               |
| ۲۰۱۸ | ۳    | شوما دوی                | کاشیما آنتلرز         | گوادالاخارا           |
| ۲۰۱۸ | ۴    | رامی جریدی              | اسپرانس               | گوادالاخارا           |
| ۲۰۱۸ | ۵    | خالد عیسی (۲)           | العین                 | ریور پلاته            |
| ۲۰۱۸ | ۶    | گرت بیل                 | رئال مادرید           | کاشیما آنتلرز         |
| ۲۰۱۸ | ۷    | رافائل سانتوس بوره      | ریور پلاته            | کاشیما آنتلرز         |
| ۲۰۱۸ | ۸    | مارکوس یورنته           | رئال مادرید           | العین                 |
| ۲۰۱۹ | ۱    | بغداد بونجاح            | السد                  | هیانگن اسپورت         |
| ۲۰۱۹ | ۲    | رودولفو پیزارو          | مونتری                | السد                  |
| ۲۰۱۹ | ۳    | آندره کاریو             | الهلال                | اسپرانس               |
| ۲۰۱۹ | ۴    | حمدو الهونی             | اسپرانس               | السد                  |
| ۲۰۱۹ | ۵    | برونو هنریکه            | فلامینگو              | الهلال                |
| ۲۰۱۹ | ۶    | محمد صلاح               | لیورپول               | مونتری                |
| ۲۰۱۹ | ۷    | لوئیس کاردناس           | مونتری                | الهلال                |
| ۲۰۱۹ | ۸    | روبرتو فیرمینو          | لیورپول               | فلامینگو              |
| ۲۰۲۰ | ۲    | آندره-پیر ژینیاک        | اونال                 | اولسان هیوندای        |
| ۲۰۲۰ | ۳    | ایمن اشرف               | الاهلی                | الدحیل                |
| ۲۰۲۰ | ۴    | ادمیلسون                | الدحیل                | اولسان هیوندای        |
| ۲۰۲۰ | ۵    | لوئیس کویینونز          | اونال                 | پالمیراس              |
| ۲۰۲۰ | ۶    | روبرت لواندوفسکی        | بایرن مونیخ           | الاهلی                |
| ۲۰۲۰ | ۷    | محمد الشناوی            | الاهلی                | پالمیراس              |
| ۲۰۲۰ | ۸    | یوزوآ کیمیش             | بایرن مونیخ           | اونال                 |
| ۲۰۲۱ | ۱    | محمد جمال               | الجزیره               | پیرائه                |
| ۲۰۲۱ | ۲    | رامی ربیعه              | الاهلی                | مونتری                |
| ۲۰۲۱ | ۳    | متئوس پریرا             | الهلال                | الجزیره               |
| ۲۰۲۱ | ۴    | رافائل ویگا             | پالمیراس              | الاهلی                |
| ۲۰۲۱ | ۷    | ماکسیمیلیانو مسا        | مونتری                | الجزیره               |
| ۲۰۲۱ | ۶    | ماتئو کواچیچ            | چلسی                  | الهلال                |
| ۲۰۲۱ | ۷    | یاسر ابراهیم            | الاهلی                | الهلال                |
| ۲۰۲۱ | ۸    | آنتونیو رودیگر          | چلسی                  | پالمیراس              |
| ۲۰۲۲ | ۱    | محمد شریف               | الاهلی                | آوکلند سیتی           |
| ۲۰۲۲ | ۲    | محمد مجدی               | الاهلی                | سیاتل ساندرز          |
| ۲۰۲۲ | ۳    | گوستاوو کوئیار          | الهلال                | الوداد                |
| ۲۰۲۲ | ۴    | سالم الدوسری            | الهلال                | فلامینگو              |
| ۲۰۲۲ | ۵    | وینیسیوس جونیور         | رئال مادرید           | الاهلی                |
| ۲۰۲۲ | ۶    | پدرو                    | فلامینگو              | الاهلی                |
| ۲۰۲۲ | ۷    | وینیسیوس جونیور         | رئال مادرید           | الهلال                |
| ۲۰۲۳ | ۱    | انگولو کانته            | الاتحاد               | آوکلند سیتی           |
| ۲۰۲۳ | ۲    | مروان عطیه              | الاهلی                | الاتحاد               |
| ۲۰۲۳ | ۳    | یوشیو کویزومی           | اوراوا رد دایموندز    | لئون                  |
| ۲۰۲۳ | ۴    | آندری                   | فلومیننزه             | الاهلی                |
| ۲۰۲۳ | ۵    | رودری                   | منچستر سیتی           | اوراوا رد دایموندز    |
| ۲۰۲۳ | ۶    | امام عاشور              | الاهلی                | اوراوا رد دایموندز    |
| ۲۰۲۳ | ۷    | جولیان آلوارز           | منچستر سیتی           | فلومیننزه             |
| ۲۰۲۵ | ۱    | اسکار اوستاری           | اینتر میامی           | الاهلی                |
| ۲۰۲۵ | ۲    | مایکل اولیس             | بایرن مونیخ           | اوکلند سیتی           |
| ۲۰۲۵ | ۳    | ویتینیا                 | پاری سن-ژرمن          | اتلتیکو مادرید        |
| ۲۰۲۵ | ۴    | استوائو                 | پالمیراس              | پورتو                 |
| ۲۰۲۵ | ۵    | ایگور خسوس              | بوتافوگو              | سیاتل ساندرز          |
| ۲۰۲۵ | ۶    | پدرو نتو                | چلسی                  | لس آنجلس              |
| ۲۰۲۵ | ۷    | میگل مرنتیل             | بوکا جونیورز          | بنفیکا                |
| ۲۰۲۵ | ۸    | ژورژین د آراسکائتا      | فلامینگو              | اسپرانس تونس          |
| ۲۰۲۵ | ۹    | جان آریاس               | فلومیننزه             | بروسیا دورتموند       |
| ۲۰۲۵ | ۱۰   | فاکوندو کلیدیو          | ریور پلاته            | اوراوا رد دایموندز    |
| ۲۰۲۵ | ۱۱   | اکرم رینرز              | ماملودی سانداونز      | اولسان اچ‌دی           |
| ۲۰۲۵ | ۱۲   | سرخیو راموس             | مونتری                | اینتر میلان           |
| ۲۰۲۵ | ۱۳   | فیل فودن                | منچستر سیتی           | الوداد                |
| ۲۰۲۵ | ۱۴   | گونزالو گارسیا          | رئال مادرید           | الهلال                |
| ۲۰۲۵ | ۱۵   | اسکار گلوخ              | ردبول سالزبورگ        | پاچوکا                |
| ۲۰۲۵ | ۱۶   | رندال کولو موانی        | یوونتوس               | العین                 |
| ۲۰۲۵ | ۱۷   | استوائو                 | پالمیراس              | الاهلی                |
| ۲۰۲۵ | ۱۸   | لیونل مسی               | اینتر میامی           | پورتو                 |
| ۲۰۲۵ | ۱۹   | پابلو باریوس            | اتلتیکو مادرید        | سیاتل ساندرز          |
| ۲۰۲۵ | ۲۰   | ایگور خسوس              | بوتافوگو              | پاری سن-ژرمن          |
| ۲۰۲۵ | ۲۱   | آنخل دی ماریا           | بنفیکا                | اوکلند سیتی           |
| ۲۰۲۵ | ۲۲   | برونو هنریکه            | فلامینگو              | چلسی                  |
| ۲۰۲۵ | ۲۳   | یوسف بلایلی             | اسپرانس تونس          | لس آنجلس              |
| ۲۰۲۵ | ۲۴   | هری کین                 | بایرن مونیخ           | بوکا جونیورز          |
| ۲۰۲۵ | ۲۵   | جوب بلینگام             | بروسیا دورتموند       | ماملودی سانداونز      |
| ۲۰۲۵ | ۲۶   | ریوما واتانابه          | اوراوا رد دایموندز    | اینتر میلان           |
| ۲۰۲۵ | ۲۷   | جان آریاس               | فلومیننزه             | اولسان اچ‌دی           |
| ۲۰۲۵ | ۲۸   | فرانکو ماستانتوئونو     | ریور پلاته            | مونتری                |
| ۲۰۲۵ | ۲۹   | کنان ییلدیز             | یوونتوس               | الوداد                |
| ۲۰۲۵ | ۳۰   | جود بلینگام             | رئال مادرید           | پاچوکا                |
| ۲۰۲۵ | ۳۱   | یاسین بونو              | الهلال                | ردبول سالزبورگ        |
| ۲۰۲۵ | ۳۲   | ایلکای گوندوغان         | منچستر سیتی           | العین                 |
| ۲۰۲۵ | ۳۳   | اشرف حکیمی              | پاری سن-ژرمن          | سیاتل ساندرز          |
| ۲۰۲۵ | ۳۴   | آنتوان گریزمن           | اتلتیکو مادرید        | بوتافوگو              |
| ۲۰۲۵ | ۳۵   | لوییس سوارز             | اینتر میامی           | پالمیراس              |
| ۲۰۲۵ | ۳۶   | وسام ابو علی            | الاهلی                | پورتو                 |
| ۲۰۲۵ | ۳۷   | کریستین گری             | اوکلند سیتی           | بوکا جونیورز          |
| ۲۰۲۵ | ۳۸   | آناتولی تروبین          | بنفیکا                | بایرن مونیخ           |
| ۲۰۲۵ | ۳۹   | ژورژین د آراسکائتا      | فلامینگو              | لس آنجلس              |
| ۲۰۲۵ | ۴۰   | توسین آدارابیویو        | چلسی                  | اسپرانس تونس          |
| ۲۰۲۵ | ۴۱   | دنیل سوونسون            | بروسیا دورتموند       | اولسان اچ‌دی           |
| ۲۰۲۵ | ۴۲   | ایگناسیو                | فلومیننزه             | ماملودی سانداونز      |
| ۲۰۲۵ | ۴۳   | فرانچسکو پیو اسپوزیتو   | اینتر میلان           | ریور پلاته            |
| ۲۰۲۵ | ۴۴   | ژرمان برترامه           | مونتری                | اوراوا رد دایموندز    |
| ۲۰۲۵ | ۴۵   | جرمی دوکو               | منچستر سیتی           | یوونتوس               |
| ۲۰۲۵ | ۴۶   | کودجو لابا              | العین                 | الوداد                |
| ۲۰۲۵ | ۴۷   | سالم الدوسری            | الهلال                | پاچوکا                |
| ۲۰۲۵ | ۴۸   | وینیسیوس جونیور         | رئال مادرید           | ردبول سالزبورگ        |
| ۲۰۲۵ | ۴۹   | جان                     | بوتافوگو              | پالمیراس              |
| ۲۰۲۵ | ۵۰   | مویسس کایسدو            | چلسی                  | بنفیکا                |
| ۲۰۲۵ | ۵۱   | ژوائو نوس               | پاری سن-ژرمن          | اینتر میامی           |
| ۲۰۲۵ | ۵۲   | هری کین                 | بایرن مونیخ           | فلامینگو              |
| ۲۰۲۵ | ۵۳   | جان آریاس               | فلومیننزه             | اینتر میلان           |
| ۲۰۲۵ | ۵۴   | مارکوس لئوناردو         | الهلال                | منچستر سیتی           |
| ۲۰۲۵ | ۵۵   | فدریکو والورده          | رئال مادرید           | یوونتوس               |
| ۲۰۲۵ | ۵۶   | سرهو گیراسی             | بروسیا دورتموند       | مونتری                |
| ۲۰۲۵ | ۵۷   | هرکولس                  | فلومیننزه             | الهلال                |
| ۲۰۲۵ | ۵۸   | استوائو                 | پالمیراس              | چلسی                  |
| ۲۰۲۵ | ۵۹   | دزیره دوئه              | پاری سن-ژرمن          | بایرن مونیخ           |
| ۲۰۲۵ | ۶۰   | فرن گارسیا              | رئال مادرید           | بروسیا دورتموند       |
| ۲۰۲۵ | ۶۱   | ژائو پدرو               | چلسی                  | فلومیننزه             |
| ۲۰۲۵ | ۶۲   | فابیان رویز             | پاری سن-ژرمن          | رئال مادرید           |
| ۲۰۲۵ | ۶۳   | کول پالمر               | چلسی                  | پاری سن-ژرمن          |

| فینال                    | بازیکن مسابقه     | منبع   |
| ------------------------ | ----------------- | ------ |
| ۲۰۱۳ مراکش               | فرانک ریبری       | [ ۵۵ ] |
| ۲۰۱۴ مراکش               | سرخیو راموس       | [ ۵۶ ] |
| ۲۰۱۵ ژاپن                | لوییس سوارز       | [ ۵۷ ] |
| ۲۰۱۶ ژاپن                | کریستیانو رونالدو | [ ۵۸ ] |
| ۲۰۱۷ امارات متحده عربی   | کریستیانو رونالدو | [ ۶۱ ] |
| ۲۰۱۸ امارات متحده عربی   | مارکوس یورنته     | [ ۶۴ ] |
| ۲۰۱۹ قطر                 | روبرتو فیرمینو    | [ ۸۸ ] |
| ۲۰۲۰ قطر                 | یوزوآ کیمیش       | [ ۶۷ ] |
| ۲۰۲۱ امارات متحده عربی   | آنتونیو رودیگر    | [ ۷۳ ] |
| ۲۰۲۲ مراکش               | وینیسیوس جونیور   | [ ۸۰ ] |
| ۲۰۲۳ عربستان سعودی       | جولیان آلوارز     | [ ۸۷ ] |
| ۲۰۲۵ ایالات متحده آمریکا | کول پالمر         |        |

نام جایزه بر اساس اسپانسر مسابقات متفاوت است:
- ۲۰۱۳–۲۰۱۴: جایزه بازی تویوتا
- ۲۰۱۵: جایزه بازی علی‌بابا ای-اتو
- ۲۰۱۶: جایزه بازی علی‌بابا اواس اتو
- ۲۰۱۷–۲۰۲۱: جایزه بازی علی‌بابا کلود
- ۲۰۲۲–اکنون: جایزه بازی ویزیت سعودی

## جایزه بازی جوانمردانه
جایزه بازی جوانمردانه فیفا به تیمی داده می‌شود که بهترین رکورد بازی جوانمردانه را در طول مسابقات جام جهانی باشگاه‌ها داشته باشد. برندگان این جایزه، جایزه بازی جوانمردانه فیفا، یک دیپلم، یک مدال بازی جوانمردانه برای هر بازیکن و مقامات باشگاه و ۵۰،۰۰۰ دلار تجهیزات فوتبال را برای توسعه جوانان دریافت می‌کنند.
بارسلونا و رئال مادرید تنها باشگاه‌هایی هستند که سه بار موفق به دریافت این جایزه شدند.
| نسخه                     | برنده جایزه بازی جوانمردانه | منبع          |
| ------------------------ | --------------------------- | ------------- |
| ۲۰۰۰ برزیل               | النصر                       | [ ۱۸ ] [ ۸۹ ] |
| ۲۰۰۵ ژاپن                | لیورپول                     | [ ۱۹ ] [ ۸۹ ] |
| ۲۰۰۶ ژاپن                | بارسلونا                    | [ ۲۰ ] [ ۸۹ ] |
| ۲۰۰۷ ژاپن                | اوراوا رد دایموندز          | [ ۲۱ ] [ ۸۹ ] |
| ۲۰۰۸ ژاپن                | آدلاید یونایتد              | [ ۲۲ ] [ ۸۹ ] |
| ۲۰۰۹ امارات متحده عربی   | آتلانتی                     | [ ۲۳ ] [ ۸۹ ] |
| ۲۰۱۰ امارات متحده عربی   | اینتر میلان                 | [ ۲۴ ] [ ۸۹ ] |
| ۲۰۱۱ ژاپن                | بارسلونا                    | [ ۲۵ ] [ ۸۹ ] |
| ۲۰۱۲ ژاپن                | مونتری                      | [ ۲۶ ] [ ۸۹ ] |
| ۲۰۱۳ مراکش               | بایرن مونیخ                 | [ ۲۸ ] [ ۸۹ ] |
| ۲۰۱۴ مراکش               | رئال مادرید                 | [ ۲۹ ] [ ۸۹ ] |
| ۲۰۱۵ ژاپن                | بارسلونا                    | [ ۳۱ ] [ ۸۹ ] |
| ۲۰۱۶ ژاپن                | کاشیما آنتلرز               | [ ۸۹ ]        |
| ۲۰۱۷ امارات متحده عربی   | رئال مادرید                 | [ ۸۹ ]        |
| ۲۰۱۸ امارات متحده عربی   | رئال مادرید                 | [ ۸۹ ]        |
| ۲۰۱۹ قطر                 | اسپرانس                     | [ ۸۹ ]        |
| ۲۰۲۰ قطر                 | الدحیل                      | [ ۸۹ ]        |
| ۲۰۲۱ امارات متحده عربی   | چلسی                        | [ ۸۹ ]        |
| ۲۰۲۲ مراکش               | رئال مادرید                 | [ ۳۸ ] [ ۸۹ ] |
| ۲۰۲۳ عربستان سعودی       | الاتحاد                     | [ ۳۹ ]        |
| ۲۰۲۵ ایالات متحده آمریکا | بایرن مونیخ                 |               |

## کفش طلا
جایزه کفش طلا به بهترین گلزن جام جهانی باشگاه‌ها رسید. این جایزه فقط در اولین تورنمنت در سال ۲۰۰۰ اهدا شد. اگر بیش از یک بازیکن مسابقات را با همان تعداد گل به پایان برساند، جایزه به بازیکنی می‌رسد که بیشترین پاس گل را داده است. کفش‌های نقره و برنز به بازیکنان دوم و سوم تعلق می‌گیرد.
| نسخه | کفش طلا                                                          | کفش نقره | کفش برنز                                                                            |
| ---- | ---------------------------------------------------------------- | -------- | ----------------------------------------------------------------------------------- |
| ۲۰۰۰ | نیکولا آنلکا (رئال مادرید) روماریو (واسکو دوگاما) ۳ گل، ۰ پاس گل | نامشخص   | آگوستین دلگادو (نیکاکسا) ادیلسون (کورینتیانس) ادموندو (واسکو دوگاما) ۱ گل، ۲ پاس گل |

## تیم ستارگان فیفا
تیم ستارگان فیفا ترکیبی از بهترین بازیکنان این مسابقات است که تنها در مسابقات افتتاحیه در سال ۲۰۰۰ اهدا شد. این تیم شامل یازده شروع کننده و هفت بازیکن تعویضی است.
| نسخه | دروازه‌بان‌ها          | مدافعان | هافبک‌ها | مهاجمان                                             |
| ---- | -------------------- | --- | --- | --------------------------------------------------- |
| ۲۰۰۰ | دیدا (کورینتیانس)    | - سرجیو آلماگوئر (نیکاکسا) - فرناندو ئیه‌رو (رئال مادرید) - میشل سالگادو (رئال مادرید) - یاپ استام (منچستر یونایتد) | - فیلیپه یورگی لوریرو (واسکو دوگاما) - روی کین (منچستر یونایتد) - فردی رینکون (کورینتیانس) - ساویو (رئال مادرید) | - آگوستین دلگادو (نیکاکسا) - روماریو (واسکو دوگاما) |
| ۲۰۰۰ |                      | تعویض‌ها | |                                                     |
| ۲۰۰۰ | هلتون (واسکو دوگاما) | خوزه میلیان (نیکاکسا)                                                                                              | - آمارال (واسکو دوگاما) - جونینیو پرنامبوکانو (واسکو دوگاما) - کریستیان مونتسینوس (نیکاکسا)                      | - احمد بهجه (النصر) - ادیلسون (کورینتیانس)          |